# Paracles elongata
Paracles elongata là một loài bướm đêm thuộc phân họ Arctiinae, họ Erebidae.